# 波特溪之役
波特溪之役（英語：Battle of Proctor's Creek）於1864年5月12至16日發生在維吉尼亞，是南北戰爭中北軍為奪得里奇蒙彼得斯鐵路以削弱南軍的實力而發動的第三場百慕達韓垂戰事的戰役。
北軍再度在百慕達韓垂地區重組軍力，向南軍發動進攻，但因為沒有艦艇的支援而被打敗，數日後，南軍反撲，猛攻北軍右翼，直到大霧的來臨，使南軍停止進攻，但此時的北軍已經失去組織，再一次離開百慕達韓垂地區。